# Hyliota violacea
Hyliota violacea là một loài chim trong họ Hyliotidae.